# Marjia
Marjia is een geslacht van schimmels behorend tot de familie Melanommataceae. De typesoort is Marjia tianshanica.

## Soorten
Volgens Index Fungorum telt het geslacht twee soorten (peildatum oktober 2023):
| Soortnaam            | Auteur(s)                    | Publicatiejaar |
| -------------------- | ---------------------------- | -------------- |
| Marjia tianshanica   | Wanas., Gafforov & K.D. Hyde | 2018           |
| Marjia uzbekistanica | Wanas., Gafforov & K.D. Hyde | 2018           |